# Усай, Бернардо Альберто
Берна́рдо Альбе́рто Уса́й (также Хуссе́й, исп. Bernardo Alberto Houssay; 10 апреля 1887, Буэнос-Айрес — 21 сентября 1971, Буэнос-Айрес) — аргентинский физиолог, получивший Нобелевскую премию по физиологии или медицине в 1947 году "за открытие роли гормонов передней доли гипофиза в метаболизме глюкозы». Разделил премию с супругами Карлом и Герти Кори, открывшими каталитическое превращение гликогена. Он является первым аргентинским и латиноамериканским лауреатом Нобелевской премии в науке.
Иностранный член Национальной академии наук США (1940), Лондонского королевского общества (1943), Парижской академии наук (1955; корреспондент с 1949).

## Биография
Бернардо Альберто Усай был рождён в Буэнос-Айресе, иммигрантами из Франции, Альбертом и Кларой Усай. Он, не по годам развитой подросток, был допущен в фармацевтическую школу при Университете Буэнос-Айреса в возрасте 14-ти лет, а затем на медицинский факультет того же университета с 1904 по 1910 год, начал, когда ему было только 17 лет. В то время как Усай был медицинским студентом третий год, он занимал должность научно-исследовательского и преподавательского ассистента кафедры физиологии.
Академик АН Аргентины. Член Папской академии наук (1936).

## Награды и признание
- 1946 — Медаль Бантинга[нем.]
- 1947 — Нобелевская премия по физиологии или медицине
- 1957 — Стипендия Гуггенхайма[8]
- 1966 — Кавалер Большого креста ордена Альфонса X Мудрого
- 1983 — Honour Konex Award[англ.]

## Память
В 2009 году Международный астрономический союз присвоил имя Бернардо Альберто Усая кратеру в области северного полюса Луны.